# Смайли, Джейн
Джейн Сма́йли (англ. Jane Smiley; 26 сентября 1949) — американская
писательница, лауреат Пулитцеровской премии (1992).

## Биография
Джейн Смайли родилась 26 сентября 1949 года в Лос-Анджелесе. Детство будущей писательницы прошло в предместьях Сент-Луиса, там же она окончила школу и получила в колледже степень бакалавра искусств в области литературы. В 1975 году Джейн получила степень магистра в Айовском университете, в 1978 — степень доктор философии. С 1981 по 1996 Смайли работает профессором английского языка в Айовском университете.
В 1992 году Джейн Смайли получила Пулитцеровскую премию за роман «Тысяча акров». Другие награды:
- Премия «ПЕН-клуба» (2006)
- Heartland Prize[англ.] (2016)

### Романы
- Barn Blind (1980)
- At Paradise Gate (1981)
- Duplicate Keys (1984)
- The Greenlanders (1988)
- Ordinary Love & Good Will (1989)
- Тысяча акров / A Thousand Acres (1991)
- Moo (1995)
- The All-True Travels and Adventures of Lidie Newton (1998)
- Horse Heaven (2000)
- Good Faith (2003)
- Ten Days in the Hills (2007)
- The Georges and the Jewels (UK title: Nobody's Horse) (2009)
- Private Life (2010)

### Сборники рассказов
- The Age of Grief (1987)

### Нехудожественные произведения
- Charles Dickens (2003)
- A Year at the Races: Reflections on Horses, Humans, Love, Money, and Luck (2004)
- Thirteen Ways of Looking at the Novel (2005)
- The Man Who Invented The Computer (2010)

### Телесценарии
- "In Search of Crimes Past", эпизод Убойный отдел (телесериал, 1993) (телевизионная пьеса; story by Henry Bromell & Julie Martin) (1995)